# Stadionul Daniel Prodan
Stadionul Daniel Prodan (în trecut Stadionul Olimpia) este un stadion multifuncțional din Satu Mare, România. În prezent, este folosit mai ales pentru meciurile de fotbal și este terenul de acasă al echipei CSM Satu Mare. În aproape toată existența sa, stadionul a fost gazda Olimpiei Satu Mare.
Stadionul a fost construit între anii 1936-1942 și are în prezent o capacitate de 18.000 de locuri, însă doar 2.500 pe scaune, și poate găzdui și competiții de atletism datorită pistei de zgură care înconjoară terenul. Este al 11-lea stadion din țară după capacitate.
Stadionul era cunoscut sub numele de Stadionul Olimpia, dar a fost redenumit în februarie 2017 ca Stadionul Daniel Prodan în onoarea fostului fotbalist internațional român Daniel Prodan.